# Liberal Animation
Liberal Animation is het debuutalbum van de Amerikaanse punkband NOFX. Het album kwam uit in 1988, maar werd door Epitaph Records opnieuw uitgegeven op cd in 1991.

## Tracklist
Alle nummers zijn geschreven door Fat Mike, behalve waar anders wordt vermeld.
1. "Shut Up Already" - 2:44
2. "Freedumb" - 0:45
3. "Here Comes The Neighborhood" - 2:58 (Fat Mike, Eric Melvin)
4. "A200 Club" - 1:55
5. "Sloppy English" - 1:20
6. "You Put Your Chocolate In My Peanut Butter" - 2:31 (Fat Mike, Eric Melvin)
7. "Mr. Jones" - 3:18 (Fat Mike, Eric Melvin, Dave Casillas)
8. "Vegetarian Mumbo Jumbo" - 3:32 (Fat Mike, Eric Melvin)
9. "Beer Bong" - 2:30
10. "Piece" - 1:35
11. "I Live In A Cake" - 1:09 (Fat Mike, Eric Melvin)
12. "No Problems" - 1:20
13. "On The Rag" - 1:42
14. "Truck Stop Blues" - 3:03 (Eric Melvin, Dave Casillas)

## Band
- Fat Mike - zang, basgitaar
- Eric Melvin - gitaar
- Dave Cassilas - gitaar
- Erik Sandin - drums